# Jogos Parapan-Americanos de 2023
Os Jogos Parapan-Americanos de 2023, oficialmente denominados como VII Jogos Parapan-Americanos, e comumente conhecidos como os ParaPan de Santiago 2023, foram um grande evento multiesportivo internacional para atletas com deficiências, celebrado na tradição dos Jogos Parapan-Americanos, regidos pelo Comitê Paralímpico das Américas. As datas escolhidas foram de 17 a 26 de novembro de 2023 em Santiago, capital do Chile.
Essa é a terceira edição a ser realizada no mês de novembro desde Guadalajara 2011, tendo como principal motivo às condições climáticas da cidade durante o mês de julho. Santiago foi aclamada sede dos Jogos Pan-Americanos e do Parapan no dia 4 de novembro de 2017, após a desistência de Buenos Aires por conta da crise financeira que atingia a Argentina naquele ano. A cidade chilena já havia sido eleita sede das competições por duas vezes seguidas, em 1975 e 1987, porém devido a questões financeiras e por conta da tensão política causada pela Ditadura militar no Chile, a cidade foi obrigada a abrir mão da sede do principal torneio continental da América, repassando os direitos para a Cidade do México e Indianápolis.
Desde o processo de escolha da sede dos Jogos Pan-Americanos de 2007, é aplicado o conceito de "uma cidade, dois eventos", em que o Comitê Organizador dos Jogos Pan-Americanos se compromete a organizar e sediar os Jogos Parapan-Americanos que devem ter início 12 dias após o encerramento dos Jogos Pan-Americanos. Esta será a quinta edição em que este acordo estará vigente. Cabe ressaltar que é a segunda vez na história em que um evento paralímpico é realizado no país, uma vez que Santiago já foi sede dos Jogos Para-Sul-Americanos de 2014.

## Organização

#### Locais de competição
De acordo com os planos apresentados no cronograma como cidade candidata, serão reaproveitados os diversos locais de competições já usados nos Jogos Sul-Americanos de 2014, que irão passar por reformas e algumas modificações. Inicialmente, o Estádio Nacional de Chile receberia as disciplinas do Paratletismo devido a existência da pista, sendo a primeira vez que os eventos desse esporte aconteceriam no mesmo local das cerimônias. No entanto, durante uma inspeção no dia 20 de novembro de 2021, foi observado que o estádio não atendia os padrões Pan-Americanos para receber o atletismo. Sendo assim, o local recebeu apenas a cerimônia de abertura, transferindo os eventos para um centro exclusivo dentro do cluster.
O Parque Bicentenário, localizado na região de Cerrillos, recebeu a Vila Pan-americana e Parapan-Americana, cujas obras se iniciaram em 2021.
Em 25 de novembro de 2021, são apresentados para o público a área do Estádio Nacional, que irá receber boa parte das competições, além da união dos locais aos centros de treinamento, sendo ampliado com as construções.
Em 26 de maio de 2022, é confirmado que o Centro Elige Vivir Sano (CEVS) de Lo Espejo receberá a bocha, contando com a visita de Sebastián Alfaro, delegado técnico da Federação Internacional de Bocha (BISFed), acompanhado de dois atletas paralímpicos às instalações para serem feitas as inspeções.
Em 14 de junho de 2022, são apresentados ao público os locais de competição, confirmando também as cidades de Pudahuel, Isla de Maipo, La Florida e Lo Espejo como subsedes.
| Instalações esportivas                          | Instalações esportivas                    |
| Local                                           | Modalidades                               |
| ----------------------------------------------- | ----------------------------------------- |
| Parque Esportivo Estádio Nacional               |                                           |
| Centro Aquático                                 | Para-Natação                              |
| Centro Atlético Mario Recordón                  | Paratletismo                              |
| Centro Desportivo Sul                           | Para-Powerlifiting                        |
| Centro de Esportes Coletivos                    | Rugby em cadeira de rodas                 |
| Poliesportivo 1                                 | Basquetebol em cadeira de rodas           |
| Centro de Esportes Paralímpicos                 | Futebol de 5 Goalball                     |
| Centro de Esportes de Contato                   | Para-Taekwondo Judô                       |
| Centro Esportivo de Tênis                       | Tênis em cadeira de rodas                 |
| Parque Peñalolén                                |                                           |
| Velódromo                                       | Para-Ciclismo de pista                    |
| Centro de Tiro com Arco                         | Para-Tiro com arco                        |
| Outros locais na Região Metropolitana           |                                           |
| Ruas de Santiago                                | Para-Ciclismo de estrada                  |
| Polígono de Tiro (Pudahuel)                     | Para-Tiro esportivo                       |
| Estádio Bicentenário de La Florida (La Florida) | Futebol de 7                              |
| Centro de Treinamento Olímpico (Ñuñoa)          | Para-Badminton Para-Tênis de Mesa         |
| Centro Elige Vivir Sano (Lo Espejo)             | Bocha                                     |
| Ruas da Isla de Maipo                           | Para-Ciclismo de estrada (contrarrelógio) |

#### Ingressos
As vendas dos ingressos tiveram início no dia 12 de julho de 2023, quanto completam os 100 dias para o início dos Jogos Pan-Americanos. Entre os valores anunciados, os custos variam de 3.450 a 6.900 pesos chilenos, com o benefício de 15% a 50% de desconto para as compras online. As vendas são patrocinadas pela empresa Puntotiket e a escolha dos lugares é de acordo com a ordem de chegada. À exceção fica para as modalidades como o Para-Ciclismo de Rua, que por ser realizado em local aberto, está de fora do catálogo de vendas, com entradas gratuitas.

## Esportes
Foram disputados 17 esportes, sendo a segunda edição a acrescentar o nome "para" na maioria dos esportes paralímpicos. Nessa edição, teve a volta do Tiro com Arco, após ficar ausente nos Jogos Parapan-Americanos de 2019 e a saída do Voleibol sentado. O único evento não-paralímpico que vai ser disputado é o Futebol de 7, após este ser retirado do programa paralímpico em 2015 devido a falta de igualdade entre homens e mulheres. O Rugby em Cadeira de Rodas continua misto, enquanto que o Goalball e o Basquete em Cadeira de Rodas seguem divididos entre homens e mulheres, assim como outros eventos individuais, em duplas e equipes, no caso dos últimos, com categorias mistas em alguns esportes. O Futebol de 5 segue sendo um evento exclusivamente masculino. Desses esportes, 15 serão qualificativos para os Jogos Paralímpicos de Verão de 2024, com seis valendo vagas diretas para a competição.
| - Basquetebol em cadeira de rodas - Bocha - Ciclismo - Para-Ciclismo de Estrada - Para-Ciclismo de Pista - Futebol de 5 - Futebol de 7 | - Goalball - Judô - Paratletismo - Para-Badminton - Para-Natação - Para-Powerlifiting | - \| Para-Taekwondo - Para-Tênis de mesa - Para-Tiro com arco - Para-Tiro desportivo - Rugby em cadeira de rodas - Tênis em cadeira de rodas |

#### Calendário
Em 14 de julho de 2022, foi divulgado oficialmente o calendário dos Jogos Parapan-Americanos de 2023. Uma novidade foi o retorno do Tiro com Arco, além do aumento no número de competências de algumas modalidades.
| Novembro                        | 16 Qui | 17 Sex | 18 Sáb | 19 Dom | 20 Seg | 21 Ter | 22 Qua | 23 Qui | 24 Sex | 25 Sáb | 26 Dom | T       |
| ------------------------------- | ------ | ------ | ------ | ------ | ------ | ------ | ------ | ------ | ------ | ------ | ------ | ------- |
| Cerimônias                      |        | CA     |        |        |        |        |        |        |        |        | CE     |         |
| Paratletismo                    |        |        |        |        |        | 24     | 28     | 24     | 23     | 25     |        | 124     |
| Para-Badminton                  |        |        |        |        |        |        | ●      | ●      | ●      | ●      | 16     | 16      |
| Basquetebol em cadeira de rodas |        |        | ●      | ●      | ●      | ●      | ●      | ●      | 1      | 1      |        | 2       |
| Bocha                           |        |        |        | ●      | ●      | ●      | 8      |        | ●      | 3      |        | 11      |
| Para-Ciclismo                   |        |        |        | 10     |        |        |        | 5      | 5      |        | 7      | 27      |
| Futebol de 5                    |        |        | ●      | ●      | ●      |        | ●      | ●      |        | 1      |        | 1       |
| Futebol de 7                    |        |        | ●      | ●      | ●      |        | ●      | ●      |        | 1      |        | 1       |
| Goalball                        |        |        | ●      | ●      | ●      | ●      | ●      | ●      | 2      |        |        | 2       |
| Judô                            |        |        |        | 4      | 4      |        |        |        |        |        |        | 8       |
| Para-Natação                    |        |        | 24     | 20     | 21     | 19     | 24     | 20     | 20     |        |        | 148     |
| Para-Powerlifiting              |        |        | 6      | 5      | 5      | 1      |        |        |        |        |        | 17      |
| Para-Taekwondo                  |        |        |        |        |        |        |        | 3      | 4      | 3      |        | 10      |
| Rugby em cadeira de Rodas       |        |        | ●      | ●      | ●      | ●      | ●      | 1      |        |        |        | 1       |
| Para-Tiro com Arco              |        |        |        | ●      | ●      | 5      | 4      |        |        |        |        | 9       |
| Para-Tiro Desportivo            |        |        | 3      | 2      | 3      | 2      |        |        |        |        |        | 10      |
| Tênis em cadeira de rodas       |        |        |        | ●      | ●      | ●      | ●      | 1      | 4      | 1      |        | 6       |
| Para-Tênis de mesa              | ●      | ●      | 26     | ●      | 4      |        |        |        |        |        |        | 30      |
| Finais                          | -      | -      | 59     | 41     | 37     | 51     | 64     | 54     | 59     | 35     | 23     | 423     |
| Finais acumuladas               | -      | -      | 59     | 100    | 137    | 188    | 252    | 306    | 365    | 400    | 423    | —       |
| Novembro                        | 16 Qui | 17 Sex | 18 Sáb | 19 Dom | 20 Seg | 21 Ter | 22 Qua | 23 Qui | 24 Sex | 25 Sáb | 26 Dom | Eventos |

### Participantes
Um total de 31 Comitês Paralímpicos Nacionais enviaram delegações aos Jogos de Santiago.
| - ARG Argentina - ARU Aruba - BAR Barbados - BER Bermudas - BRA Brasil - CAN Canadá - CHI Chile (Sede) - COL Colômbia - CRC Costa Rica - CUB Cuba | - ESA El Salvador - ECU Equador - USA Estados Unidos - GRN Granada - GUA Guatemala - GUY Guiana - HAI Haiti - HON Honduras - ISV Ilhas Virgens Americanas - JAM Jamaica - MEX México | - NCA Nicarágua - PAN Panamá - PAR Paraguai - PER Peru - PUR Porto Rico - DOM República Dominicana - VIN São Vicente e Granadinas - TTO Trinidad e Tobago - URU Uruguai - VEN Venezuela |

### Quadro de medalhas
País sede destacado.
| Ordem | País               | Medalha de ouro | Medalha de prata | Medalha de bronze |       |
| ----- | ------------------ | --------------- | ---------------- | ----------------- | ----- |
| 1     | BRA Brasil         | 156             | 98               | 89                | 343   |
| 2     | USA Estados Unidos | 55              | 58               | 53                | 166   |
| 3     | COL Colômbia       | 50              | 58               | 53                | 161   |
| 4     | MEX México         | 29              | 46               | 50                | 125   |
| 5     | ARG Argentina      | 25              | 36               | 52                | 113   |
| 6     | CHI Chile          | 16              | 20               | 15                | 51    |
| 7     | CUB Cuba           | 12              | 8                | 15                | 35    |
| 8     | CAN Canadá         | 9               | 15               | 28                | 52    |
| 9     | ECU Equador        | 7               | 7                | 5                 | 19    |
| 10    | VEN Venezuela      | 6               | 12               | 16                | 34    |
| TOTAL | TOTAL              | 378             | 379              | 407               | 1 164 |

### Cerimônia de abertura
A cerimônia foi realizada no dia 17 de novembro de 2023, ás 20h45min (UTC–3), no Estádio Nacional de Chile. Foram realizados momentos protocolares como as apresentações culturais, desfile das delegações filiadas à IPC Américas, discursos de boas vindas de membros da PanAm Sports e do Comitê Paralímpico Internacional (IPC), além da inauguração da pira parapan-americana. Entre as apresentações musicais, participaram os seguintes artistas: Anita Tijoux, Beto Cuevas, Denise Rosenthal, Flor de Rap, Kya, Movimento Original e Pablo Chill-e. Tanto a Anita Tijoux como o grupo Movimento Original já se apresentaram na abertura dos Jogos Pan-Americanos.

### Cerimônia de encerramento
Foi realizada no dia 26 de novembro de 2023, ás 21h00min (UTC–3), na Vila Parapan-Americana, localizada no Parque Bicentenário de Cerrillos. Houve as apresentações culturais, desfile das bandeiras de membros do IPC Américas, discursos de agradecimento de membros da PanAm Sports e do IPC, premiação de voluntários e a passagem da bandeira para representantes da próxima sede, que até então seria a cidade de Barranquilla, contendo também a apresentação de números sobre a cultura colombiana e a extinção da pira parapan-americana. Entre as apresentações musicais, participaram os grupos Santaferia, Banda Conmoción e Los Ramblers e os cantores Princesa Alba e Gepe. No entanto, em 3 de janeiro de 2024, Barranquilla perde os direitos de receber os Jogos Parapan-Americanos de 2027 por descumprimento de acordos financeiros. Em 12 de março, Lima é eleita a nova sede do Parapan de 2027.

## Publicidade

### Logotipo
A consultoria de marketing chilena b2o foi responsável pela elaboração do logotipo oficial que foi divulgado no dia 17 de julho de 2019 e é baseado no número 2023, que é o objetivo de todos os envolvidos, isso também inspira o legado e o projeto da cidade. O esporte é algo que reflete a criatividade e por isso, a geometria, os ângulos, a união, o dinamismo e todos os movimentos que estão em estado estão presentes na sua forma particular de expressão. As novas formas emergentes dos recintos desportivos e as conexões que nascem deles, servem para gerar os circuitos de atividade que integram a cidade de Santiago. As formas não somente geram movimentos próprios,geram também reações e uma linguagem própria e diferente representando a função do esporte, sua essência e seu espírito e a sua integração urbana. A paleta de cores é inspirada na Santiago de hoje e seu futuro como cidade, que se configura como uma cidade vibrante, moderna, divertida e multicultural que se conecta com seus habitantes e atrai seus visitantes. Outra novidade para essa edição, é que será utilizado o mesmo logotipo dos Jogos Pan-Americanos, não havendo a necessidade de criação de uma identidade visual alternativa, assim como nas edições anteriores.

### Mascote

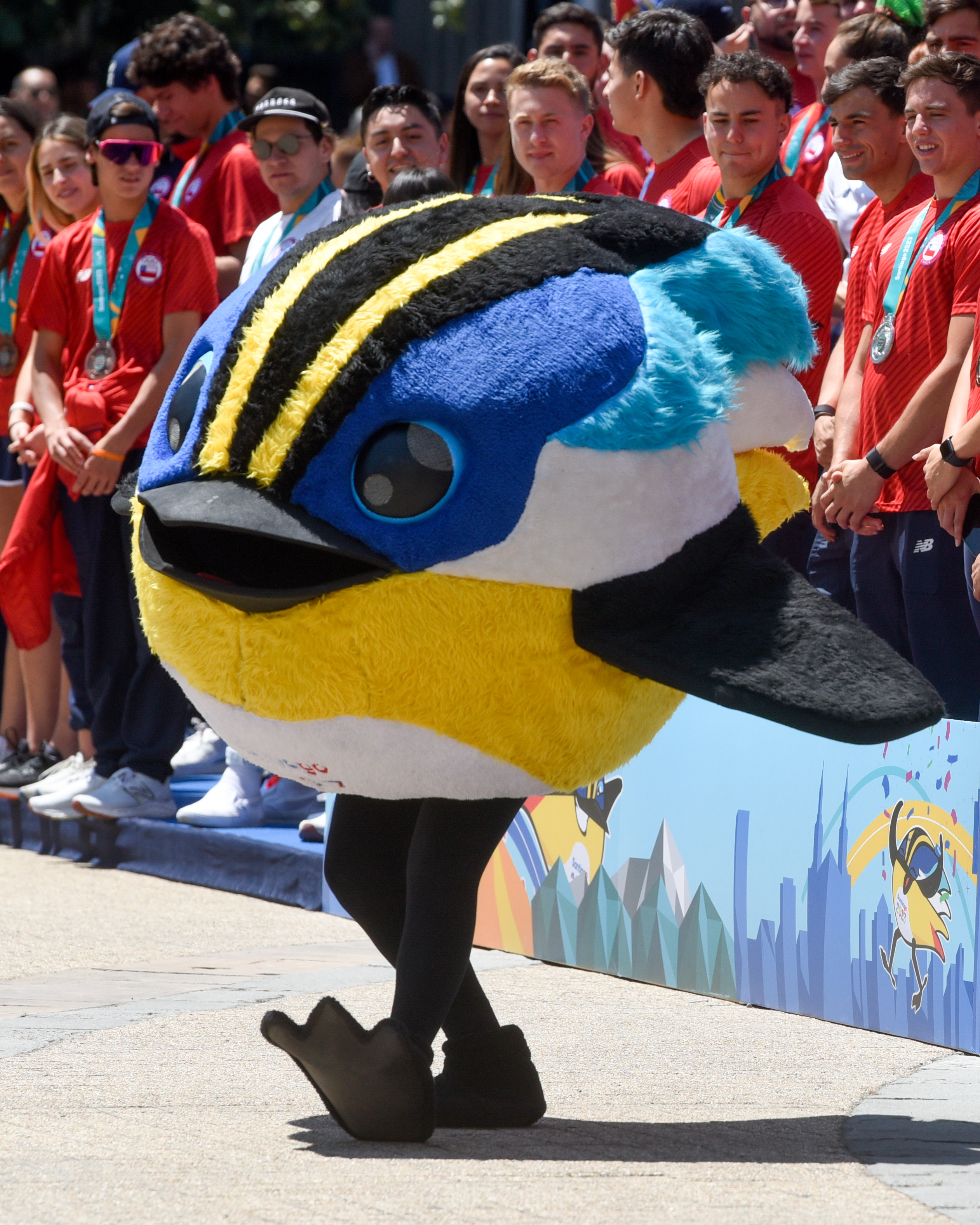
Fiu, o mascote dos Jogos Parapan-Americanos

Em 31 de maio de 2021, a organização anuncia o início das licitações para a escolha dos mascotes. O concurso foi virtual e a escolha foi realizada por voto popular na página oficial do evento, com o resultado previsto para setembro de 2021. A votação ocorreu entre os dias 7 e 27 de agosto, atingindo 46 mil participações, superando o recorde que pertencia as eleições do mascote dos jogos de 2019. Entre os finalistas estão: Fiu (ave de sete cores), Pewü (pinhão de uma árvore ancestral chamada Araucaria), Chitama (lagarto corredor do Atacama), Juanchi (pinguim) e Santi (um puma alado da montanha).
Em 16 de outubro de 2021, Fiu foi escolhido como mascote oficial dos Jogos Pan-Americanos e Parapan-Americanos de Santiago de 2023.

### Slogan
O slogan foi revelado no mesmo dia que o logotipo. O slogan dos jogos inicialmente era Segue sua paixão (Sigue tu pasión, em espanhol). Em 15 de fevereiro de 2022, durante a exibição do programa Pelota Parada da TNT Sports, é anunciado que o novo slogan dos jogos passa a ser Sonhar, Jogar, Ganhar (Soñar, Jugar, Gañar, em espanhol). O slogan foi anunciado com cada um dos três esportistas falando uma palavra, sendo eles Luciano Letelier ("Soñar"), Juan Carlos Garrido ("Jugar") e María Fernanda Valdés ("Ganar"). No dia 20 de outubro de 2022, em um evento que marcava a contagem regressiva de 1 ano para os Jogos Pan-Americanos, é anunciada mais uma mudança de slogan, passando a ser Nosso Ponto de Encontro (Nuestro Punto de Encontro, em espanhol).

### Pira Parapan-Americana

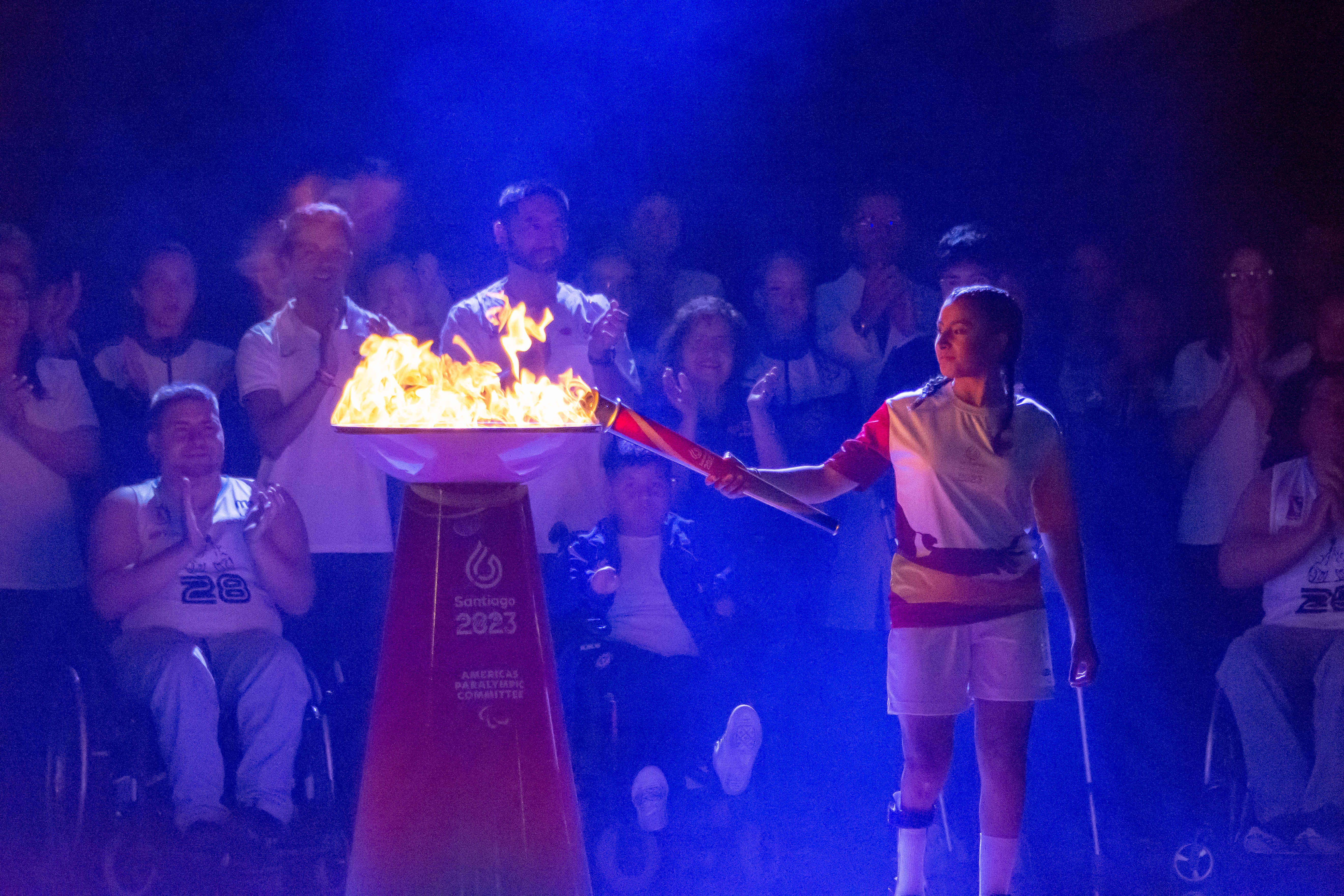
A para-ciclista Génesis González acendendo a chama parapan-americana durante o Teletón 2023

O revezamento teve início no dia 13 de novembro de 2023, começando na Zona Norte de Santiago, passado também pelas Zonas Oeste, Leste e Sul. Ao todo, o revezamento contemplou 23 cidades chilenas até a data da cerimônia de abertura, marcada para o dia 17, se encerrando no Coliseu (Estádio Nacional do Chile). A chama foi acesa no dia 10 de novembro no Teatro Teletón durante o início do show solidário local.

### Direitos de transmissão
Em 14 de fevereiro de 2022, é anunciado que o grupo espanhol Mediapro será novamente o responsável pela geração de imagens do Pan e do Parapan para o mundo, mas anunciando novidades com relação aos jogos de 2019, sendo eles a cobertura de todas as modalidades ao vivo, totalizando 1.900 horas de cobertura, a maior da história dos Jogos Pan-Americanos e Parapan Americanos, utilizando também a tecnologia 4G e 5G. Em 8 de setembro de 2022, é anunciado que a TVN será a emissora oficial do Parapan no Chile. No dia 20 de dezembro, a Comisión Santiago 2023, autorizou por unanimidade dos 8 dos 9 membros do conselho presentes que, os demais canais de televisão aberta do Chile se juntassem a TVN para transmitir tanto os Jogos Pan-Americanos como os Jogos Parapan-Americanos, podendo oferecer suas ofertas e até superar o valor oferecido pela televisão estatal. Em 16 de fevereiro de 2023, foi confirmado que o Canal 13 chileno também transmitiria os Jogos Parapan-Americanos. Em 5 de junho, foi anunciado que o canal TNT Sports faria a cobertura do torneio pela televisão por assinatura, através de uma parceria com o Canal 13, o qual contempla também o Campeonato Chileno de Futebol de 2023. Em 8 de junho, foi anunciado que o canal da Universidade do Chile, UChile TV, faria a cobertura do Parapan em TV Aberta, sendo o terceiro canal chileno a transmitir o torneio.
No Brasil, os direitos foram adquiridos pelo Grupo Globo, que realiza a cobertura através do SporTV pela terceira vez consecutiva, usando a mesma estratégia de 2019 em focar nos campeonatos onde o país tem grande favoritismo e as cerimônias. O canal por assinatura transmitiu os eventos da Para-Natação, Paratletismo, Futebol de 5 (exceto a final que teve apenas um VT exibido no dia seguinte por conflito de horário com a transmissão do Jungle Fight 122), Judô e o Tênis em cadeira de rodas. A TV Globo apenas repercutiu o evento em seus telejornais. Ao contrário dos Jogos Pan-Americanos, que não tiveram transmissão pelas emissoras de televisão no país devido aos valores altos, as negociações do Parapan foram feitas pela Cooperação Santiago 2023. No México, a cobertura ficou à cargo do Canal Once. O Comitê Paralímpico Brasileiro realizou a cobertura via streaming gratuito de alguns eventos, incluindo a decisão do Futebol de 5.
Pelo mundo, a cobertura fica à cargo da PanAm Sports Channel, que transmite todos os eventos via internet em inglês e espanhol.